# Дуа (іслам)
Дуа (араб. دعاء) — в ісламі молитва, заклик до Аллаха, є одним із різновидів поклоніння. Дуа читаються у різних життєвих ситуаціях. Зазвичай мусульмани молять Аллаха про допомогу, розпочинаючи якусь справу

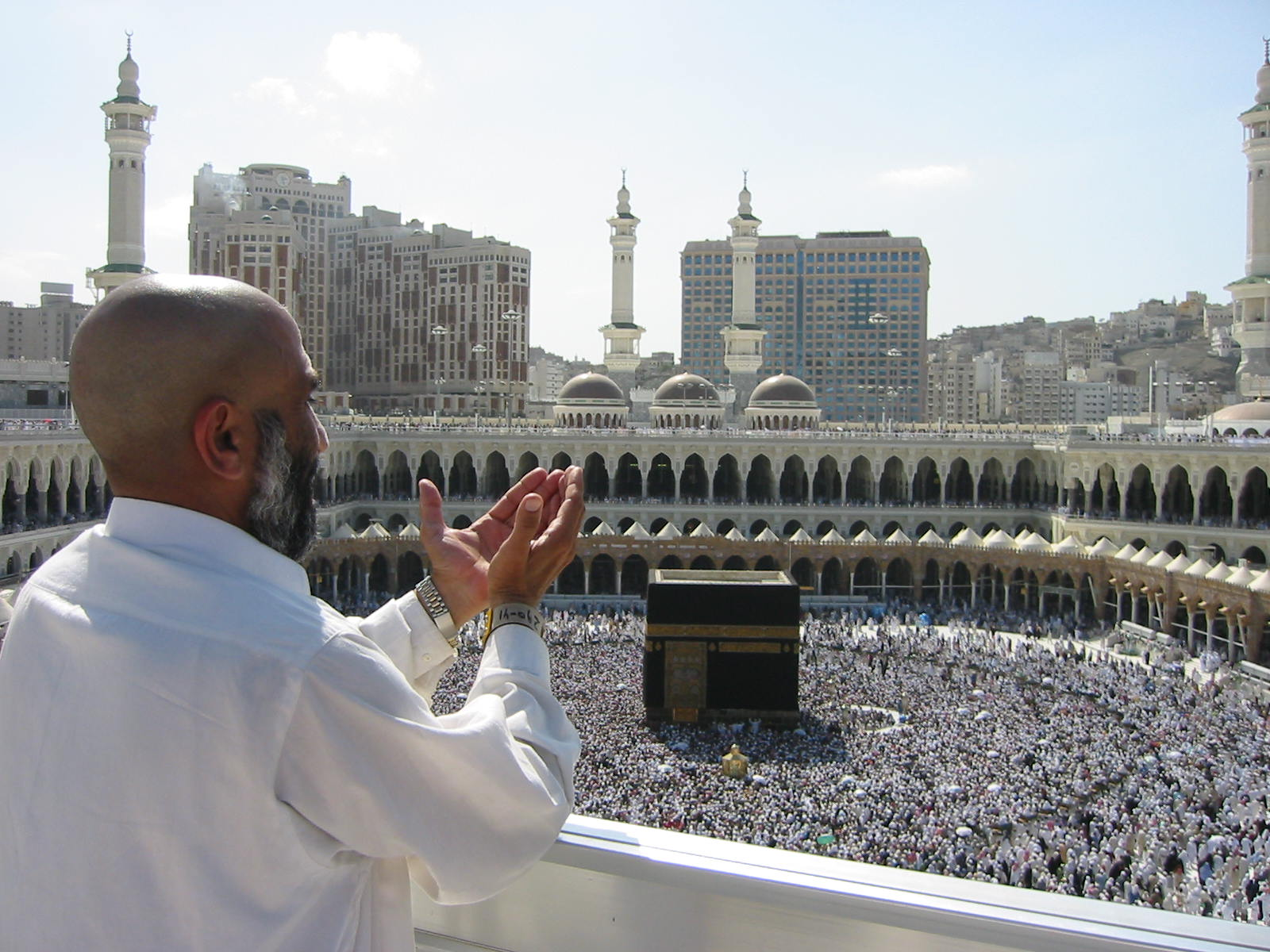

В Корані сказано: «Звертайтесь до Мене з дуа — і Я відповім вам». У зв'язку з цим у Сунні є багато прикладів того, як і в яких випадках бажано звертатися до Аллаха, щоб заслужити його милість, благословення і захист.

Під час молитви, мусульманин може просити допомоги у Аллаха у якійсь справі; або просити його про те, щоб він відвів якусь біду; чи висловлювати під час молитви любов до свого творця.